# Пушников, Александр Леонидович
Александр Леонидович Пушников (22 февраля 1959 — 2018) — советский хоккеист, нападающий.

## Биография
Выпускник ДЮСШ «Водник» (Тюмень), перешёл в горьковское «Торпедо», в составе которого дебютировал 14 февраля 1977 года в гостевом матче чемпионата СССР против «Динамо» Москва (0:7). Отыграв в команде ещё три сезона в высшей лиге, затем выступал за «Рубин» Тюмень (1980/81 — 1987/88) и «Кварц» Бор (1988/89 — 1991/92).
Бронзовый призёр юниорского чемпионата Европы 1977 года.
Скончался в 2018 году[уточнить].